# Гаирбек Буртунайский
Гаирбек Буртунайский (авар. Буртинаса Гъайирбег; 1812, Буртунай, ныне Казбековский район, Дагестан — 1856, Эндирей, ныне Хасавюртовский район, Дагестан) — аварский военный деятель XIX века, наиб имама Шамиля. Уроженец селения Буртунай. Руководил Салатавским наибством в период 1845—1856 годов.

## Биография
Гаирбек родился в селении Буртунай 1812 году. Он происходит из тухума Чанхъал и является потомком выходцев из селения Чанко Ботлихского района. Известно, что Гаирбек вручил своим подчиненным около 3 наград.
Погиб в бою с царскими войсками у селения Эндирей в 1856 году.

## Память
В честь Гаирбека Буртунайского названы улицы в селениях Буртунай и Дылым.Также в честь Гаирбека написано стихотворение "Листья падают осенью…''